# استارویاشوو
استارویاشوو (انگلیسی: Staroyashevo) یک شهرک در شهرستان کالتاسینسکی استان باشقیرستان کشور روسیه است.